# Li Wenzu
Li Wenzu (chinesisch 李文足) ist eine chinesische Menschenrechtlerin.

## Leben
Li Wenzu ist für ihre anhaltenden Bemühungen zur Unterstützung ihres Ehemanns, des Menschenrechtsanwalts Wang Quanzhang, bekannt. Ihr Ehemann wurde während der sogenannten 709-Kampagne im Juli 2015 von den chinesischen Behörden festgenommen, eine auf die Unterdrückung von Menschenrechtsanwälten abzielende Aktion. Seit seiner Verhaftung versuchte Li Wenzu mit unermüdlichem Einsatz und unter erheblichen persönlichen Opfern die Erwirkung seiner Freilassung und die Schaffung von Aufmerksamkeit für sein Schicksal. Die Freilassung erfolgte im Jahr 2020; die Familie lebt in Peking, wo sie weiterhin mit staatlicher Überwachung und Schikanen konfrontiert ist.

## Wirken
Li Wenzu entwickelte sich durch ihre beharrlichen öffentlichen Auftritte und Aktionen zu einer bedeutenden Stimme in der Bewegung für Menschenrechte in China. Trotz ständiger Überwachung und Einschüchterung durch den Staat schaffte sie es, internationale Aufmerksamkeit auf die Unterdrückung von Menschenrechtsanwälten in China zu lenken. Ihre bemerkenswerteste Aktion war ein Marsch von Peking nach Tianjin im Jahr 2018, um Antworten über den Verbleib ihres Ehemannes zu erhalten, der zu diesem Zeitpunkt bereits über 1.000 Tage in Haft war. Li Wenzu traf sich auch mit internationalen Führungspersönlichkeiten wie der deutschen Bundeskanzlerin Angela Merkel, um auf die Situation aufmerksam zu machen. Das Schicksal der Familie war 2023 Teilthema des Dokumentarfilms Total Trust von Jialing Zhang.

## Auszeichnungen
Li Wenzus Haltung hat ihr sowohl nationale als auch internationale Anerkennung eingebracht. Im Jahr 2019 erhielt sie den Deutsch-Französischen Preis für Menschenrechte und Rechtsstaatlichkeit.